# ATP Challenger Saint-Tropez
Das ATP Challenger Saint-Tropez (offizieller Name: Saint-Tropez Open) ist ein seit 2021 stattfindendes Tennisturnier in Saint-Tropez an der Côte d’Azur, Frankreich. Es ist Teil der ATP Challenger Tour und wird im Freien auf Hartplatz ausgetragen.

## Liste der Sieger

### Einzel
| Jahr | Sieger             | Finalgegner           | Ergebnis          |
| ---- | ------------------ | --------------------- | ----------------- |
| 2024 | Gijs Brouwer       | Lucas Pouille         | 6:4, 7:62         |
| 2023 | Constant Lestienne | Liam Broady           | 4:6, 6:3, 6:4     |
| 2022 | Mattia Bellucci    | Matteo Arnaldi        | 6:3, 6:3          |
| 2021 | Benjamin Bonzi     | Christopher O’Connell | 6:710, 6:1 aufgg. |

### Doppel
| Jahr | Sieger                            | Finalgegner                    | Ergebnis          |
| ---- | --------------------------------- | ------------------------------ | ----------------- |
| 2024 | Sander Arends Luke Johnson        | André Göransson Sem Verbeek    | 3:6, 6:3, [10:4]  |
| 2023 | Dan Added (2) Albano Olivetti (2) | Jonathan Eysseric Harold Mayot | 3:6, 1:0 aufgg.   |
| 2022 | Dan Added (1) Albano Olivetti (1) | Romain Arneodo Sam Weissborn   | 6:3, 3:6, [12:10] |
| 2021 | Antonio Šančić Artem Sitak        | Romain Arneodo Manuel Guinard  | 7:65, 6:4         |